# Келлах мак Брайн

Ирландия в VIII — первой трети IX века

Келлах мак Брайн (др.‑ирл. Cellach mac Brain; умер в 834) — король Лейнстера (829—834) из рода Уи Дунлайнге.

## Биография
Келлах был одним из сыновей правителя Лейнстера Брана Ардхенна. Септ, к которому принадлежал Келлах, назывался в честь его деда Уи Муйредайг. Резиденция его правителей находилась в Майстиу (современном Муллагмасте).
Король Бран Ардхенн был жестоко убит в 795 году вместе со своей супругой Эйтн. Это было совершено по приказу Финснехты Четырёхглазого, после убийства овладевшего властью над Лейнстером. В 805 году родной брат Келлаха мак Брайна, Муйредах, и их троюродный брат Муйредах мак Руадрах из септа Уи Фаэлайн были возведены на лейнстерский престол верховным королём Ирландии Аэдом Посвящённым. Финснехта был изгнан из королевства, однако уже в 806 году ему удалось при помощи короля Коннахта Муиргиуса мак Томмалтайга возвратить себе власть над Лейнстером.
Финснехта Четырёхглазый правил вплоть до своей смерти в 808 году. После этого престол Лейнстера снова перешёл к Муйредаху мак Руадраху. Брат же Келлаха мак Брайна, Муйредах, стал королём-соправителем (др.‑ирл. leth-ri).
В ирландских анналах сообщается о состоявшемся в 814 году сражении между войском, возглавляемым неназванными по именам сыновьями Брана Ардхенна, и войском Уи Хеннселайг (Южного Лейнстера) во главе с королём Каталом мак Дунлайнге. Победу в сражении одержали сыновья Брана Ардхенна, которыми, как предполагается, были Муйредах мак Брайн и его брат Келлах.
Муйредах мак Брайн скончался в 818 году. Несмотря на попытку верховного короля Ирландии Аэда Посвящённого возвести на престол Лейнстера новых правителей, называемых в анналах «внуками Брана Ардхенна», Муйредах мак Руадрах сумел сохранить за собой власть и стать единоличным властителем королевства. Когда же король Муйредах умер в 829 году, Келлах унаследовал после него лейнстерский престол.
В начале своего правления Келлах мак Брайн завязал тесные отношения с королём Мунстера Федлимидом мак Кремтайнном, и в 831 году лейнстерцы участвовали в походе мунстерского короля в Брегу. В ответ на это верховный король Ирландии Конхобар мак Доннхада из рода Кланн Холмайн разграбил лейнстерские земли в долине реки Лиффи. Однако, по свидетельству анналов, уже 29 августа 833 года Келлах мак Брайн совершил нападение на монастырь в Килдэре, во время которого многие члены общины были убиты в бою. Его враждебность к Килдэрскому монастырю, настоятель которого был близок к правителю Мунстера, могла быть следствием разрыва союзных отношениями с королём Федлимидом.
Келлах мак Брайн скончался в 834 году. Его преемником стал Бран мак Фаэлайн из септа Уи Дунхада. Сын Келлаха, Лоркан мак Келлайг, также как и его отец владел лейнстерским престолом.